# Giro de Weddell

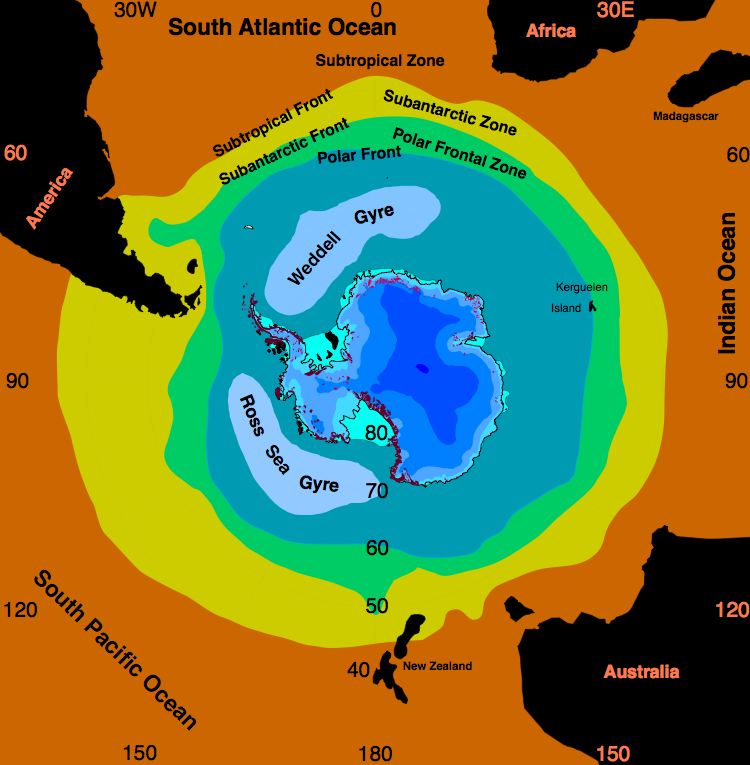
Ubicación del giro Weddell en el mar de Weddell.

El giro Weddell es uno de los dos giros oceánicos que ocurren en el océano Antártico. El giro se encuentra en el mar de Weddell, y rota en el sentido de las agujas del reloj. El giro se forma por las interacciones entre la corriente Circumpolar Antártica y la plataforma continental antártica. El origen de este giro puede interpretarse como una respuesta de la corriente circumpolar antártica a la configuración de las costas del continente antártico: siendo el mar de Weddell una especie de golfo que se presenta entre la corriente circumpolar y el continente, las aguas de esta corriente se "engolfan", valga la redundancia, girando en sentido horario, que es el mismo que el de la corriente, formando una especie de bucle de la misma.